# Михалки (станція)
Михалки (біл. Міхалкі) — вузлова залізнична станція Гомельського відділення Білоруської залізниці розташована на двоколійній неелектрифікованій лінії Коростень — Калинковичі. Розташована у селищі Михалки Мозирського району між станціями Єльськ та Мозир.